# Charles Offley Harvey
Charles Harvey (16 juillet 1888 - 11 octobre 1969), est un officier britannique de la British Indian Army lors de la Première Guerre mondiale et de la Seconde Guerre mondiale.
Il est secrétaire militaire assistant du prince de Galles lors de sa visite de l'Inde en 1921-1922 (Indian Tour) ,, et de son couronnement en tant qu' empereur des Indes en 1936. Il reçoit la distinction de commandeur de l'ordre royal de Victoria en 1922 pour l'accomplissement de sa mission.
Durant l'invasion anglo-soviétique de l'Iran en 1941, il commande la 8th Indian Infantry Division, composante de la PAI Force (Persian & Iraq Force). Il prend sa retraite en 1946.

## Carrière militaire
- Commissionné en 1908
- 38th King George's Own Central India Horse (1909)
- Officier commandant la Central India Horse (1933 - 1936)
- Officier État-Major général 1 District Meerut, Inde (1936 - 1939)
- Commandant de la Wana Brigade, Waziristan, Inde (1939 - 1940)
- Officier Général Commandant la 8th Indian Infantry Division (1940 - 1942)
- Conseiller militaire en chef des Indian States Forces (1943 - 1946)
- Retraite en 1946

## Distinctions
- Chevalier (Kt - 1946)
- Compagnon de l'Ordre du Bain (CB)
- Commandeur de l'Ordre royal de Victoria (CVO - 1922)[3]
- Commandeur de l'Ordre de l'Empire britannique (CBE)